# Józef Zeidler

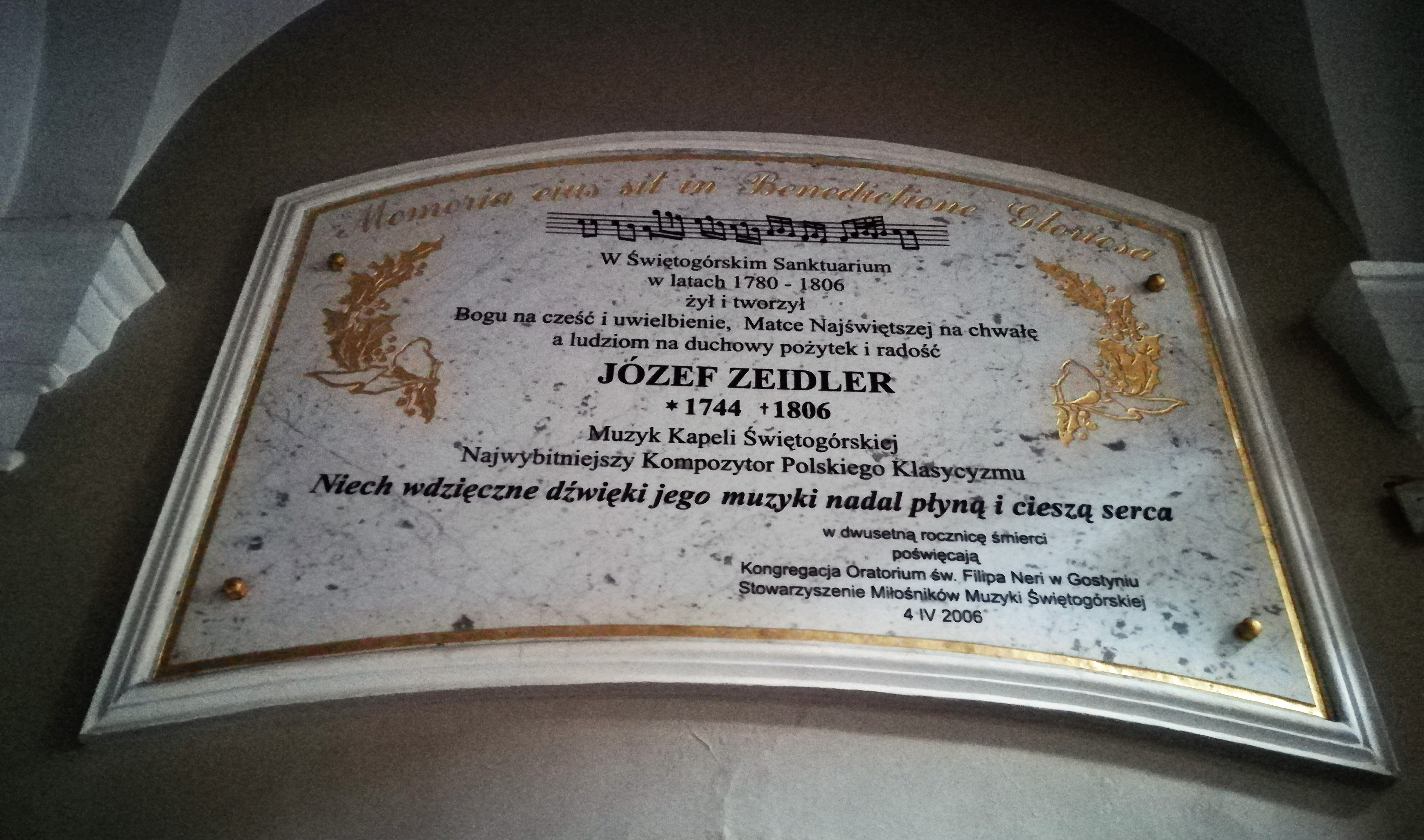
Tablica pamiątkowa w gostyńskiej bazylice

Józef Zeidler (ur. 1744, zm. 4 kwietnia 1806 w Gostyniu) – polski kompozytor okresu klasycyzmu, kantor, pisarz miejski, dzierżawca domen ziemskich.

## Życiorys
Pochodził z Święciechowy (wówczas miasta Schwetzkau) koło Leszna, z katolickiej rodziny o rodowodzie niemieckim. Nazwisko rodowe zapisywane było w różnych wersjach (Zaidler, Zaydler, Zeidler, Zejdler, Zeydler, Cajdler, Caydler). Aktualnie przyjęła się pisownia – Zeidler (czyt. cajdler).
Przyjmuje się, z dużą dozą prawdopodobieństwa, że urodził się w 1744 roku. Podstawą tej hipotezy jest akt zgonu z 1806 roku oraz nieliczne akta metrykalne z lat 1742, 1743 i 1745. Jednak z uwagi na braki w ciągłości akt metrykalnych, które w większości uległy spaleniu w pożarze kościoła i miasta Święciechowa w 1780 roku, brak jest bezpośredniego dowodu dotyczącego jego daty urodzenia. Ojcem Józefa, co sugerują zapisy ze wskazanych akt metrykalnych z lat 40. XVIII wieku, był miejscowy organista Michał Zeidler, syn Jana, płóciennika, a matką Eleonora, córka Antoniego Erbsmana. Ślub rodziców Józefa Zeidlera odbył się 6 sierpnia 1742 roku. Oboje rodzice zmarli przed 1780 rokiem. Rodzeństwo kompozytora nie zostało dotychczas ustalone. 
Józef Zeidler ożenił się około 1770 roku w Święciechowie z Barbarą Schlabs, córką miejscowego rzeźnika, Andrzeja i Rozalii. Mieli co najmniej ośmioro dzieci. Był kantorem w miejscowym kościele pw. św. Jakuba Większego Apostoła. Pełnił też funkcję pisarza miejskiego. Był również dzierżawcą wsi Szczodrochowo, położonej w odległości około 6 km od Gostynia, w latach 1794-1798. Wieś Szczodrochowo, jak i miasto Święciechowa, stanowiły własność opactwa benedyktynów w Lubiniu. Oprócz tego, że kompozytor pełnił funkcję dzierżawcy wsi Szczodrochowo, wiadomo także, że użytkował inne domeny lub domenę, jednak trudno wskazać właściwą miejscowość. Zajęcia te sprzyjały Zeidlerowi w odbywaniu podróży po części południowo-zachodniej Wielkopolski. U schyłku XVIII wieku osiadł w Gostyniu, gdzie zamieszkała też z rodziną jego córka Marianna Anna Małgorzata, żona Ignacego Łopińskiego, zamożnego kupca i dzierżawcy pochodzącego z Poznania. Ich córka Franciszka (1801-1887), była żoną znanego burmistrza Gostynia, kapitana wojsk napoleońskich Jana Macieja Kuleszy. Pozostałe dzieci Józefa Zeidlera mieszkały m.in. w takich miejscowościach jak Poznań, Rawicz czy Zduny. Oprócz wspomnianej córki wymienić należy: Walentego Alojzego (1775-1813), poczmistrza z Rawicza; Karolinę Krystynę (1780-1810), której mężem był Antoni Dabiński (ok.1776-1844), pochodzący również z Święciechowy (pierwotne nazwisko Dabke), później mieszkaniec Gostynia, rajca miejski, płóciennik, muzyk kapeli świętogórskiej, kopista nut; Juliannę Barbarę (1785-1850), zamężną z kapitanem Andrzejem Jachelskim, burmistrzem Gostynia i Zdun; Piotra Józefa (1787-1842), radcę ziemskiego, starostę (landrata) powiatu szamotulskiego, masona. Pozostałych troje dzieci zmarło w młodości. W ostatnich latach XVIII wieku i pierwszych dekadach XIX nazwisko Zeidler nie występuje już w dokumentach archiwalnych dotyczących miasta Święciechowa, co dodatkowo świadczy o tym, że cała rodzina Zeidlerów wyprowadziła się stamtąd.  
Liczbę potomków Józefa i Barbary Zeidlerów szacuje się na podstawie badań genealogiczno-historycznych na około 270 osób. Drzewo genealogiczne obejmuje około 550 osób pochodzenia polskiego, niemieckiego, rosyjskiego i żydowskiego, mających już w początkach istnienia tej rodziny, czy jej poszczególnych gałęzi, poczucie przynależności do narodu polskiego. Świadczą o tym biografie wielu potomków i osób spowinowaconych, biorących udział w zrywach niepodległościowych w XIX i XX wieku, czy postawy patriotyczne w późniejszym okresie i ofiary z życia poniesione w czasie II wojny światowej ze strony dwóch najeźdźców. W rodzie dominują mieszczanie – rzemieślnicy, kupcy, nauczyciele, urzędnicy, sędziowie, księża a nawet aktorzy, muzycy, ale też osoby pochodzenia szlacheckiego (ziemianie), a nawet arystokratycznego. Nie zabrakło też osób o statusie pracowników najemnych w zawodach rzemieślniczych.
Brak jest bezpośredniego dowodu na temat jego wykształcenia muzycznego, jak i ogólnego. W aktach metrykalnych zapisano natomiast, że był człowiekiem wykształconym. Potwierdza to jego praca w charakterze pisarza miejskiego, korespondencja dotycząca dzierżawy wsi Szczodrochowo i oczywiście jego działalność kompozytorska. Święciechowa wraz z takimi  miejscowościami jak Leszno, Sarnowa, Rawicz, Wschowa z pogranicza polsko-śląskiego, znane były w okresie życia Zeidlera jako miejsce kultywacji muzyki sakralnej. Na warsztat kompozytorski Józefa mógł mieć wpływ organista Michał Zeidler, mieszkaniec Święciechowy, bez względu na to, jakie ich łączyły stosunki rodzinne. Fakt powiązań opactwa lubińskiego z Święciechową również mógł łączyć się z wykształceniem przyszłego kantora i muzyka. Stałym członkiem klasztornej kapeli xx. filipinów na Świętej Górze koło Gostynia, mógł być co najwyżej w niepełnej, ostatniej dekadzie swojego życia.
Józef Zeidler umarł z powodu tzw. zapalnej gorączki. Został pochowany na przyklasztornym cmentarzu na Świętej Górze koło Gostynia, przy czym aktualnie miejsce pochówku nie jest znane. Żona Barbara zmarła 6 września 1817 roku w Gostyniu i spoczęła na tamtejszym cmentarzu parafialnym.
Kompozytor patronuje Stowarzyszeniu Miłośników Muzyki Świętogórskiej, organizatorowi Festiwali Muzyki Oratoryjnej „Musica Sacromontana” i Państwowej Szkole Muzycznej I stopnia w Gostyniu.
Przez prawie 200 lat spuścizna muzyczna Zeidlera była w znacznym stopniu zapomniana. Dopiero w roku 2006, w 200. rocznicę śmierci kompozytora, wykonano jego dzieła na I Festiwalu Muzyki Oratoryjnej „Musica Sacromontana”. Muzyka ta wzbudziła zainteresowanie krytyków i publiczności. Kompozytor patronuje Stowarzyszeniu Miłośników Muzyki Świętogórskiej, organizatorowi Festiwali Muzyki Oratoryjnej „Musica Sacromontana” i Państwowej Szkole Muzycznej I stopnia w Gostyniu.
Dotychczasowa narracja dotycząca zamieszkania Józefa Zeidlera w Gostyniu od 1755 roku straciła swoją aktualność po odkryciu jego rodowodu w 2023 r.
Festiwale „Musica Sacromontana” są kontynuowane w corocznych cyklach.  

## Kompozycje
Zachowało się ponad 30 utworów Józefa Zeidlera, Są to kompozycje religijne:
- 7 mszy
- 12 litanii, z czego 11 do łacińskiego tekstu Litanii Loretańskiej
- 5 nieszporów
- 6 motetów
- requiem, Stabat Mater, pastorałki.

Większość rękopisów kompozytora pochodzi z biblioteki klasztornej filipinów na Świętej Górze pod Gostyniem, inne zachowały się w archiwach muzycznych i bibliotekach kościelnych: farnej w Poznaniu, klasztornej na Jasnej Górze w Częstochowie, parafialnej w Grodzisku Wielkopolskim, parafialnej w Borku Wielkopolskim, parafialnej w Pilicy, klasztornej cystersów w Obrze oraz w Archiwum Archidiecezjalnym w Gnieźnie.

## Nagrania
Następujące kompozycje Zeidlera zostały wykonane na gostyńskim festiwalu „Musica Sacromontana” oraz nagrane na płytę CD (PRCD 777-778):
- Missa Pastorycja E-dur (1786)
- Litania de Beata Virgine Maria d-moll (1789)
- Stabat Mater (1790)
- Veni Creator (1790)

Płyta PRCD 1101:
- Salve Regina
- Benedictus
- pastorella Salve Fili
- Requiem (1806)
- Pieśń o deszczu Boże Abrahamów

Płyta PRCD 1143:
- Vesperae ex D (1786)

Płyty PRCD 1308-09:
- Requiem ex E
- Vesperae (nagranie archiwalne z 1966)